# (4299) WIYN
(4299) WIYN est un astéroïde de la ceinture principale.

## Description
(4299) WIYN est un astéroïde de la ceinture principale. Il est découvert le 28 août 1952 à Brooklyn par Indiana University. Il présente une orbite caractérisée par un demi-grand axe de 2,24 UA, une excentricité de 0,17 et une inclinaison de 5,1° par rapport à l'écliptique.

## Compléments